# Pugilato ai Giochi della XIX Olimpiade - Pesi massimi
La competizione della categoria pesi massimi (oltre 81 kg) di pugilato ai Giochi della XIX Olimpiade si è svolta dal 13 al 26 ottobre 1968 all'Arena México di Città del Messico.
Campione olimpico si è laureato George Foreman, che poi divenne un campione tra i professionisti. Ha vinto il suo primo combattimento olimpico ai punti per 4-1 e poi ha ottenuto vittorie prima del limite compresa la finale contro il sovietico lituano Jonas Čepulis.

## Classifica finale
| Pos.    | Atleta          | Nazione          |
| ------- | --------------- | ---------------- |
| Oro     | George Foreman  | Stati Uniti      |
| Argento | Jonas Čepulis   | Unione Sovietica |
| Bronzo  | Giorgio Bambini | Italia           |
| Bronzo  | Joaquín Rocha   | Messico          |
| 5       | Ion Alexe       | Romania          |
| 5       | Kiril Pandov    | Bulgaria         |
| 5       | Rudie Lubbers   | Paesi Bassi      |
| 5       | Bernd Anders    | Germania Est     |
| 9       | Lucjan Trela    | Polonia          |
| 9       | John Coker      | Sierra Leone     |
| 9       | Petar Miloš     | Jugoslavia       |
| 9       | Dieter Renz     | Germania Ovest   |
| 9       | Talaat Dahshan  | Rep. Araba Unita |
| 9       | Adonis Ray      | Ghana            |
| 9       | Nancio Carrillo | Cuba             |
| 9       | Billy Wells     | Gran Bretagna    |

### Risultati
|  | Ottavi di finale 16 ottobre | Ottavi di finale 16 ottobre | Ottavi di finale 16 ottobre |  |  | Quarti di finale 22 ottobre | Quarti di finale 22 ottobre | Quarti di finale 22 ottobre |         |         | Semifinali 24 ottobre | Semifinali 24 ottobre | Semifinali 24 ottobre |  |  | Finale 26 ottobre | Finale 26 ottobre | Finale 26 ottobre |
|  |                             |                             |                             |  |  |                             |                             |                             |         |         |                       |                       |                       |  |  |                   |                   |                   |
|  | Foreman                     | Foreman                     | 4-1                         |  |  |                             |                             |                             |         |         |                       |                       |                       |  |  |                   |                   |                   |
|  | Trela                       | Trela                       |                             |  |  | Foreman                     | Foreman                     | KOT3                        |         |         |                       |                       |                       |  |  |                   |                   |                   |
|  | Alexe                       | Alexe                       | 5-0                         |  |  | Alexe                       | Alexe                       |                             |         |         |                       |                       |                       |  |  |                   |                   |                   |
|  | Coker                       | Coker                       |                             |  |  |                             |                             |                             |         | Foreman | Foreman               | KO2                   |                       |  |  |                   |                   |                   |
|  | Bambini                     | Bambini                     | 5-0                         |  |  |                             | Bambini                     | Bambini                     | Bronzo  |         |                       |                       |                       |  |  |                   |                   |                   |
|  | Renz                        | Renz                        |                             |  |  | Bambini                     | Bambini                     | 5-0                         |         |         |                       |                       |                       |  |  |                   |                   |                   |
|  | Pandov                      | Pandov                      | 3-2                         |  |  | Pandov                      | Pandov                      |                             |         |         |                       |                       |                       |  |  |                   |                   |                   |
|  | Miloš                       | Miloš                       |                             |  |  |                             |                             |                             |         |         | Foreman               | Foreman               | KOT2                  |  |  |                   |                   |                   |
|  | Čepulis                     | Čepulis                     | KOT3                        |  |  |                             | Čepulis                     | Čepulis                     | Argento |         |                       |                       |                       |  |  |                   |                   |                   |
|  | Wells                       | Wells                       |                             |  |  | Čepulis                     | Čepulis                     | KO3                         |         |         |                       |                       |                       |  |  |                   |                   |                   |
|  | Anders                      | Anders                      | KOT1                        |  |  | Anders                      | Anders                      |                             |         |         |                       |                       |                       |  |  |                   |                   |                   |
|  | Carrillo                    | Carrillo                    |                             |  |  |                             |                             |                             |         | Čepulis | Čepulis               | KOT2                  |                       |  |  |                   |                   |                   |
|  | Rocha                       | Rocha                       | 4-1                         |  |  |                             | Rocha                       | Rocha                       | Bronzo  |         |                       |                       |                       |  |  |                   |                   |                   |
|  | Ray                         | Ray                         |                             |  |  | Rocha                       | Rocha                       | 3-2                         |         |         |                       |                       |                       |  |  |                   |                   |                   |
|  | Lubbers                     | Lubbers                     | W                           |  |  | Lubbers                     | Lubbers                     |                             |         |         |                       |                       |                       |  |  |                   |                   |                   |
|  | Dahshan                     | Dahshan                     | SQ                          |  |  |                             |                             |                             |         |         |                       |                       |                       |  |  |                   |                   |                   |